# Río Madidi
Río Madidi är en flod i Bolivia. Den ligger i departementet La Paz, i den norra delen av landet, 700 km norr om huvudstaden Sucre och är en biflod till Benifloden.
Omgivningen kring  Río Madidi består i huvudsak av gräsmarker. Området är mycket glesbefolkat, med 2 invånare per kvadratkilometer.